# Tour et murailles des Borgia
L'ensemble de la tour et murailles des Borgia se trouve à Canals dans la province de Valence, en Espagne. C'est un Bien d'intérêt culturel avec le code 46.23.081-003 et annotation ministérielle R-I-51-0010524 datée du 3 avril 2000. il est également désigné par « Tourelle de Canals ».

## Description
La tour est carrée et trois hauteurs, mais XIXe siècle a été rasée en dernier. Leur accès original a donné lieu à un coin d'arc au premier étage, qui était la manière habituelle de l'accès aux tours de défense, car elle a permis des pour isoler simplement en enlevant l'échelle d'accès. Actuellement, il a accès au premier étage par un escalier en métal. Il est entièrement construit en pierre et maçonnerie. Le premier et le deuxième étage s'ouvre vers l'extérieur par le biais de fenêtres (meurtrière) et le dernier étage est un superbe appareil photo avec trois fenêtres rectangulaires. La terrasse est accessible tout en conservant une rambarde à merlons comme un élément défensif,.

## Histoire
Basé sur les restes trouvés, sa construction est datée du XIIIe siècle au cours de l'époque musulmane. Après la conquête, la fortification a été initialement abandonnée sans utilisation. Calixte III est un des membres de cette famille né dans cet immeuble. Dans 1506, il a été vendu, avec la baronnie de la mairie de Játiva. La session de setabense était propriétaire de l'immeuble au cours des siècles suivants, qu'où a eu lieu la ruine progressive du palais. Dans le 1758, il était nécessaire de le restaurer. Dans 1847, le bâtiment, une fois encore en ruines, a été vendu par Hôtel de ville Xativa à diverses personnes. Enfin, la ville de Canals a acquis la tour et restauré en 1995, le retrait de bâtiments qui avaient été ajoutés à la tour.